# Montedio Yamagata
Montedio Yamagata är ett fotbollslag från Yamagata i Japan. Laget spelar för närvarande (2020) i den näst högsta proffsligan J2 League.

## Placering tidigare säsonger
| Säsong | Nivå | Liga      | Placering | Referens | Notering |
| ------ | ---- | --------- | --------- | -------- | -------- |
| 1999   | 2    | J2 League | 7         | [ 2 ]    |          |
| 2000   | 2    | J2 League | 10        | [ 3 ]    |          |
| 2001   | 2    | J2 League | 3         | [ 4 ]    |          |
| 2002   | 2    | J2 League | 11        | [ 5 ]    |          |
| 2003   | 2    | J2 League | 8         | [ 6 ]    |          |
| 2004   | 2    | J2 League | 4         | [ 7 ]    |          |
| 2005   | 2    | J2 League | 5         | [ 8 ]    |          |
| 2006   | 2    | J2 League | 8         | [ 9 ]    |          |
| 2007   | 2    | J2 League | 9         | [ 10 ]   |          |
| 2008   | 2    | J2 League | 2         | [ 11 ]   |          |
| 2009   | 1    | J1 League | 15        | [ 12 ]   |          |
| 2010   | 1    | J1 League | 13        | [ 13 ]   |          |
| 2011   | 1    | J1 League | 18        | [ 14 ]   |          |
| 2012   | 2    | J2 League | 10        | [ 15 ]   |          |
| 2013   | 2    | J2 League | 10        | [ 16 ]   |          |
| 2014   | 2    | J2 League | 6         | [ 17 ]   |          |
| 2015   | 1    | J1 League | 18        | [ 18 ]   |          |
| 2016   | 2    | J2 League | 14        | [ 19 ]   |          |
| 2017   | 2    | J2 League | 11        | [ 20 ]   |          |
| 2018   | 2    | J2 League | 12        | [ 21 ]   |          |
| 2019   | 2    | J2 League | 6         | [ 22 ]   |          |
| 2020   | 2    | J2 League | 7         | [ 23 ]   | Pandemin |
| 2021   | 2    | J2 League | 7         | [ 24 ]   | Pandemin |
| 2022   | 2    | J2 League | 6         |          | Pandemin |
| 2023   | 2    | J2 League | 5         | [ 25 ]   |          |
| 2024   | 2    | J2 League | 4         | [ 26 ]   |          |

## Spelartrupp
Aktuell 23 april 2022
| Nr | Land      | Pos | Namn                                        |
| -- | --------- | --- | ------------------------------------------- |
| 1  | Japan     | MV  | Masaaki Goto                                |
| 2  | Japan     | F   | Kosuke Yamazaki                             |
| 3  | Japan     | F   | Riku Handa                                  |
| 5  | Japan     | F   | Hiroki Noda                                 |
| 6  | Japan     | F   | Takumi Yamada                               |
| 7  | Japan     | MF  | Kenya Okazaki                               |
| 8  | Japan     | MF  | Yudai Konishi                               |
| 9  | Brasilien | A   | Dellatorre                                  |
| 10 | Japan     | MF  | Kota Yamada                                 |
| 11 | Japan     | A   | Yoshiki Fujimoto                            |
| 13 | Japan     | A   | Kunitomo Suzuki (lån från Matsumoto Yamaga) |
| 14 | Japan     | MF  | Takayuki Arakaki                            |
| 15 | Japan     | MF  | Ibuki Fujita                                |
| 16 | Japan     | MV  | Ko Hasegawa                                 |
| 17 | Japan     | MF  | Taiki Kato                                  |

| Nr | Land  | Pos | Namn                             |
| -- | ----- | --- | -------------------------------- |
| 18 | Japan | MF  | Shuto Minami                     |
| 19 | Japan | F   | Ryota Matsumoto                  |
| 21 | Japan | F   | Tomoyasu Yoshida                 |
| 22 | Japan | MF  | Shuto Kawai                      |
| 23 | Japan | MV  | Eisuke Fujishima                 |
| 24 | Japan | A   | Rui Yokoyama                     |
| 25 | Japan | MF  | Shintaro Kokubu                  |
| 26 | Japan | MF  | Ayumu Kawai                      |
| 27 | Japan | A   | Kanta Matsumoto                  |
| 28 | Japan | A   | Towa Arakawa                     |
| 30 | Japan | F   | Kiriya Sakamoto                  |
| 31 | Japan | F   | Seiji Kimura (lån från FC Tokyo) |
| 32 | Japan | MV  | Ryusuke Otomo                    |
| 33 | Japan | A   | Koki Kido                        |

## Tidigare spelare
- Masashi Oguro
- Yuzo Tashiro
- Chikashi Masuda
- Yohei Toyoda
- Edwin Ifeanyi
- Momodu Mutairu